# Wolfpack Studios
Wolfpack Studios es una empresa subsidiaria de Ubisoft con sede en Austin (Texas, EE. UU.) y fundada en 1999. Su único producto ha sido el videojuego MMORPG Shadowbane para ordenador con sus correspondientes expansiones. Wolfpack Studios fue comprada por Ubisoft y eventualmente estuvo parada en mayo de 2006 mientras Ubisoft decidía si la empresa se dedicaría exclusivamente al negocio de los videojuegos de consolas.
En los meses que precedían el jefe de Wolfpack, Frank Lucero y su socio Mark Nuasha comenzaron las negociaciones de compra con Ubisoft. El resultado fue la fundación del nuevo estudio Stray Bullet Games, LLC.
- Datos: Q609574